# Línea G10 (Montevideo)
La línea G10 es una línea local y alimentadora de la Terminal Colón de Montevideo, une en modalidad de circuito dicha terminal con el Hospital Saint Bois,  con una frecuencia de entre 45 y 60 minutos los días hábiles.
Fue creada en 2012 tras la inauguración de la Terminal Colón, sustituyendo a la línea L10 que unía la Plaza Colón hasta Camino Melilla y Camino Félix Buxareo.

## Recorrido
Circula por los barrios Colón, Lezica y la localidad de Melilla

### Circuito
- Andén 5 (Terminal Colón)
- Camino Colman
- Corredor Garzón
- Calderón de la Barca
- Avenida Lezica
- Guanahany
- Accede al Hospital Saint Bois
- Camino Fauquet
- Anillo perimetral Wilson Ferreira
- calle auxiliar a la izquierda
- Camino Fauquet
- Camino Melilla
- Cno. Azarola
- Camino de la Redención
- Cambia el destino a Terminal Colón
- Camino Buxareo
- Camino Melilla
- Ruta 5
- Anillo Perimetral
- Camino Fauquet
- Accede al Hospital Saint Bois
- Guanahany
- Avenida Lezica
- Calderón de la Barca
- Corredor Garzón
- Camino Colman
- Andén 7 (Terminal Colón)